# Морканаш
Моркана́ш (рос. Морканаш, марій. Моркаҥаш) — присілок у складі Звениговського району Марій Ел, Росія. Входить до складу Кужмарського сільського поселення.

## Населення
Населення — 50 осіб (2010; 60 у 2002).
Національний склад (станом на 2002 рік):
- марі — 100 %